# Spikaly
Spikaly jsou vesnice, část obce Katusice v okrese Mladá Boleslav ve Středočeském kraji. Spikaly sousedí s Katusicemi, Skalskem a Kování, vzdálenější obce jsou Sudoměř a Krásná Ves.

## Název
Jak vznik název Spikaly, do dnešních dnů nikdo pořádně neví. Existuje několik variant, co znamená slovo Spikaly:
1. Ve starých kronikách se lze setkat se slovem in Wespikal, také v dokumentu, který uvádí, že roku 1402 prodal Sulek II. pán z Kováně úroky ve Spikalých (in Wespikal) a Borči koleji Všech svatých. Toto slovo může znamenat Wes = jako vesnice, Pikal = ten co pikuje, milovník piklů, chytrý a lstivý člověk.
2. Další varianta, hodně často starými Spikaláky používaná, že se zde dříve spalovala mrtvá těla. Slovo Spikaly tedy od slova spíkati, vypalovati apod.
3. Třetí varianta je také od slova pikati. Páni z Kováně měli právo hrdelní, a jak je známo, lidé jako zloději, vrazi apod. se nesměli pohřbívat do svěcené půdy. A tak páni z Kováně pohřbívali na území dnešních Spikal. Popravy se uskutečňovaly na místě zvaném Na stínadlech, místo se nachází východně od obce u dnešní bažantnice MS Hrádek. Také zde, když se kopne do země, nachází se zde spoustu lidských koster, ale spíše z doby pravěké.
4. Čtvrtá varianta je podle řídícího učitele prof. Václava Vaňka, který učil v Bezně. Sepsal knihu Historické obrázky z Mladoboleslavska, jenž vyšla v roce 1892. V ní se píše: "Osady ležící v místech hlubokých, pojmenovali předkové Peklem. Tak jest Peklo u Všelis a Doubravičky, osadě nad dolem, peklem ležící, dali jméno Spíkaly."
5. Pak tu je ještě jedna varianta, že Spikaly se mohou jmenovat podle obecného nebo křestního jména Spika. Toto jméno znamená kdo se rád spikuje, milovník piklů, chytrý a lstivý člověk. V obecné češtině se objevuje Špika, viz také Pika.

## Historie

### Archeologie Spikal
Mladší doba kamenná: Na polích při východním okraji obce zjistil na podzim roku 1938 dr. Karel Žebera (dle jeho vlastní sdělení) vypíchanou keramiku, vynesenou na povrch hlubokou orbou z kulturních jam. Byla tu tedy osada lidu s keramikou vypíchanou. Z polohy severně od obce má Žebera ze sběrů pana Moce z čp. 24 amfibolitové kopytové nástroje.
Lid popelnicových polí: Na polích severozápadně od obce zjistil dr. K. Žebera roku 1939 větší sídliště z doby lužicko-knovízské; tuhované střepy byly tu podle jeho údajů nalezeny při hloubení jamek pro stromy a při hluboké orbě. Dosavadní nálezy pocházejí dosud jen se sběru.
Doba hradištní: V téže poloze, kde byly nálezy lužickoknovízské, byly též jámy z hradištního údobí (keramika, zdobená mnohonásobnou vlnicí). Ve spikalech byly též kostrové hroby s esovitými záušnicemi, stříbrem plátovanými (Nár. museum, inv. č. 54932, 54933; Památky arch. V, 1863, 285; V. J. Šimák, Soupis Mnichovohradišťska, 562). Výzkum kostrového pohřebiště nebyl dosud proveden.

### Dějiny obce
Obec nejdříve patřila pánům z Kováně. O pánech z Kováně je už první písemná zmínka (z kroniky Václava Hájka z Libočan) v roce 976, kdy byla v kraji obrovská bitva mezi pohany a knížetem Boleslavem II., jíž se po boku Boleslava II. účastnil Béřa (Beer, Medvěd), pozdější pán z Kováně, který za to od knížete dostal panství právě zde, na Kováni. Kdy vznikla vlastní obec Spikaly, se přesně neví, ale musel tu být nějaký samostatný statek (což není dokázáno). První písemná zmínka pochází z roku 1402, kdy pán Sulek II. Kowanský prodal úroky ve Spikalech (in Wespikal) a Borči koleji „Všech svatých". Další zmínka o obci uvádí, že někdy v letech 1417 až 1430 se rod zemanů z Lejen usadil krátce na statcích ve Spikalech a nakonec se odstěhoval k Úštěku do obce Jištěrpy.
V roce 1493 patřila jedna část obce Spikal rodu Vančurů, držitelem byl Mikuláš Vančura z Řehnic a Krnska. Vančurové drželi také Krásnou Ves, Řehnice, Krnsko, Pětikozly, Strašnov, Jizerní Vtelno a další vsi. Roku 1535 prodal syn Mikuláše Vančury Jan svému bratru Jiříkovi (držel Brodce) Spikaly a další statky. Roku 1553 Jiřík zemřel a z jeho osmi synů zdědil Spikaly syn Bedřich, který dostal ještě obce Řehnice, Pětikozly, Vrásnov, Vinec, Strašnov a Jizerní Vtelno. Bedřich zemřel roku 1578 a po něm se ujal majetku Jan Vančura, o kterém je v pramenech psáno „rváč a násilník, jemuž není rovno". Patřily sem domy čp. 6, 7, 8 a 10. Později tyto statky patřily hraběcí rodině Sporcků.
V roce 1535 druhou část Spikal vlastnil Burian Stránovský ze Sojovic, který držel ještě Krásnou Ves, Kováň a městečko Sovínky. A tohoto roku 1535 prodal Spikaly a Krásnou Ves panu Janu Hrzánovi z Harasova. Roku 1541 prodal Burian Stránovský ze Sojovic panu Janu Hrzánovi z Harasova i městečko Kováň a roku 1548 městečko Sovínky. Tím byl položen základ panství sovineckého, v němž také zůstaly Spikaly až do zrušení poddanství. Pan Jan Hrzán z Harasova držel již před rokem 1526 i statek Vrutici, který koupil od bratrů Valkounů z Adlaru. K tomuto panství patřily obce: Vrutice, Krpy, Sušno, Radouň, Zahájí, Katusice a nějaké dědiny u Mladé Boleslavi.
Pan Jan Hrzán zemřel roku 1561 a odkázal Vrutici a Sovínky Adamu Šťastnému, jenž byl pod poručnictvím svého strýce, pana Dobeše, na hradu Housce . Když Adam Šťastný došel let moudrých a spravedlivých, žádal svého strýce za vydání dědin oteckých. Avšak nemohl zaplatit sumu na úpravu jeho statku, postoupil Dobeši v náhradu Vrutici, tak jak jí zdědil. Dobeš odkázal Vrutici svému synu Václavu staršímu, jenž s manželkou Dorotou z Ocelovic měl syna Dobeše. Václav zemřel roku 1584 a je pochován na hřbitově sv. Havla v Mladé Boleslavi. Po něm zdědil statek Vrutici syn Dobeš, který prodal Housku a za ní si koupil Vysokou Libeň od Karlíků z Měžetic. Roku 1620 Václav, syn Dobeše, byl mezi odpovědníky při generálním sněmu, na kterém syn falckraběte Ruprecht byl zvolen za čekatele království Českého. Za to mu byla roku 1622 zkonfiskována polovina jmění a také statky Vysoká Libeň, Vrutice a Sovínky.
Roku 1624 statky a pozemky odňaté Václavu Hrzánovi koupil Petr Fuchs z Wramholzu (cizozemský rod). Koupil celkově za 21 820 kop míšenských a 40 grošů statek Sovínky (tak řečeno městečko Sovínky), městečko Kováň, ves Spikaly a Krásnou Ves. Ale statky mu dlouho nezůstaly, neboť již 24. srpna 1626 zemřel. Manželce své odkázal dědictví na penězích, roku 1627 odkázal poslední vůlí statek Sovínky k založení fundace pro 12 žáků a za správce fundace určil pražský magistrát. Roku 1784 dostaly se Sovínky náboženskému fondu, který spravovala c. k. státní administrace (roku 1790 však Sovínky přešly do rukou pražského arcibiskupa). Roku 1638 císař Ferdinand daroval statek Mšeno s Lobčí Robertu Geraldinovi z Kildary, podplukovníkovi císařských vojsk, místo odměny 30 000 zlatých. Ježto část Spikal byla prodaná Lobči, dostaly se tak nyní pod panství Mšeno. Patřilo sem čp. 5. Tato třetí část obce nerobotovala, ale peníze odváděla vrátenskému rychtáři. Roku 1642 zdědila panství dcera Geraldinova Klára, jež se provdala za rytíře Voldána Věžníka z Věžník, a jeho potomstvu patřila tato část Spikal až do roku 1765.
Dále je známo, že roku 1850 ležel ve Spikalech modrý pluk husarů a roku 1866 maďarský pěší pluk Julaj a saští dragouni. Historicky obec prošla několika okresy, jako okres Mnichovo Hradiště, Bělá pod Bezdězem a okres Doksy. Spikaly se nacházely v krajích: 1714–1848 kraj Boleslavský, 1850–1855 kraj Jičínský, 1855–1862/1868 kraj Mladoboleslavský. Od roku 1942 oberland Praha, 1949–1960 kraj Liberecký a od roku 1960 až do dnešních dnů Středočeský kraj.

## Obyvatelstvo
| Rok            | 1869 | 1880 | 1890 | 1900 | 1910 | 1921 | 1930 | 1950 | 1961 | 1970 | 1980 | 1991 | 2001 | 2011 | 2021 |
| -------------- | ---- | ---- | ---- | ---- | ---- | ---- | ---- | ---- | ---- | ---- | ---- | ---- | ---- | ---- | ---- |
| Počet obyvatel | 124  | 135  | 114  | 124  | 119  | 158  | 137  | 83   | 97   | 69   | 46   | 37   | 42   | 58   | 77   |
| Počet domů     | 19   | 20   | 20   | 21   | 24   | 24   | 25   | 26   | 26   | 22   | 19   | 25   | 27   | 29   | 29   |

## Obecní správa
Při sčítání lidu v letech 1850–1929 Spikaly byly osadou obce Krásná Ves v okrese Mnichovo Hradiště. V letech 1930–1952 byly samostatnou obcí v okrese Mnichovo Hradiště. Od roku 1953 jsou částí obce Katusice, se kterým patřily nejprve do okresu Doksy, ale od roku 1960 v okrese Mladá Boleslav.

## Hasiči v obci
Hasičský sbor v obci byl založen v roce 1886 spolu s Krásnou Vsí a Kování. Spolu tvořily tyto obce katastrální hasiče Krásnowes. V kronice obce je zaznamenáno k roku 1886, že hasiči dostali novou stříkačku a postavila se nová kolna na hasičské nářadí. A v roce 1924 se spolek hasičů osamostatnil od katastrálních hasičů Krásná Ves.
Sbor patří do okrsku číslo 20, ve kterém jsou další sbory, a to: Katusice, Kováň, Krásná Ves, Bukovno, Sudoměř a nově od jara 2011 se přidali sbory Březovice a Bělá pod Bezdězem. 

## Galerie

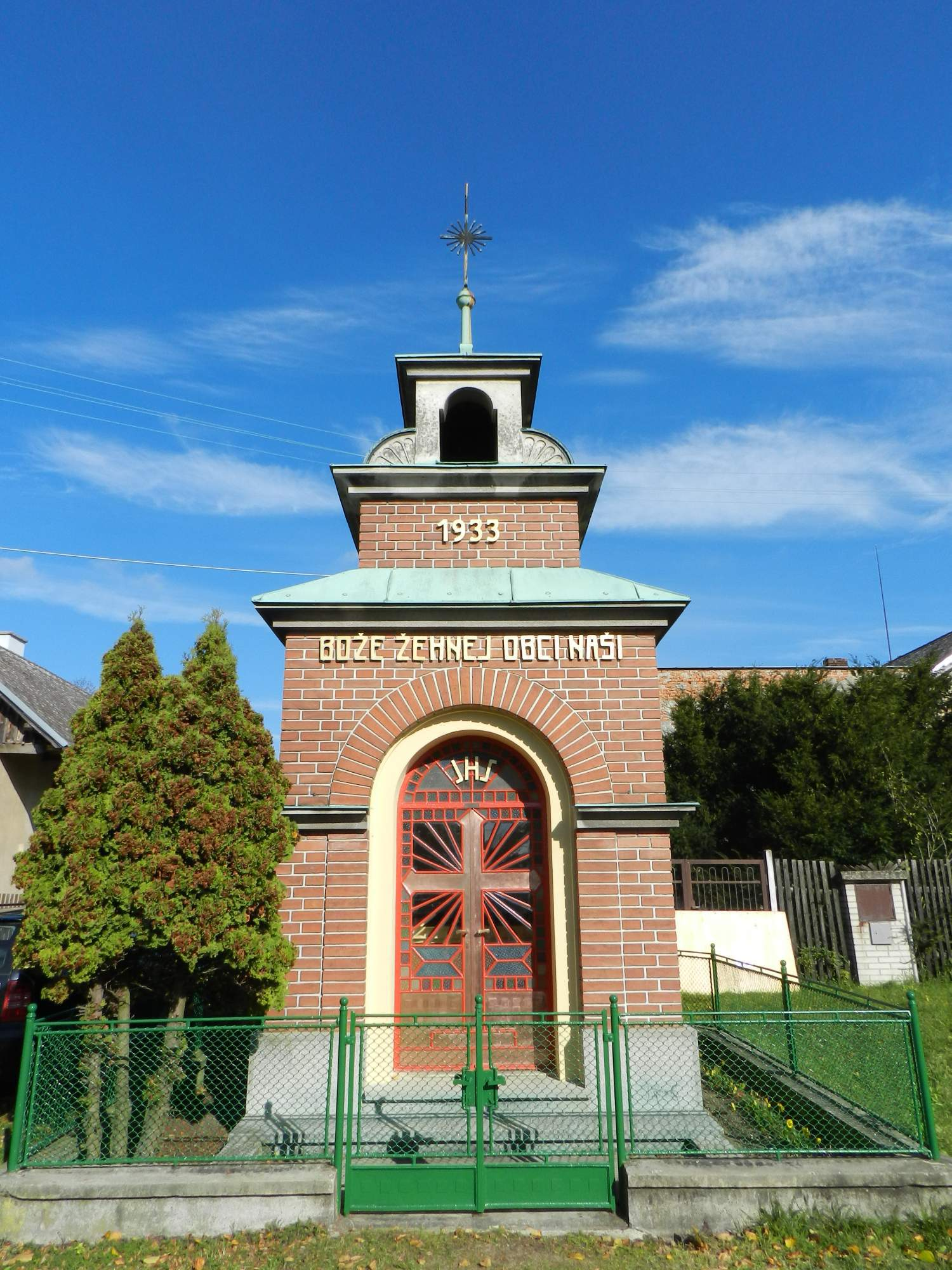
Kaple svatého Prokopa (postaveno 1933)
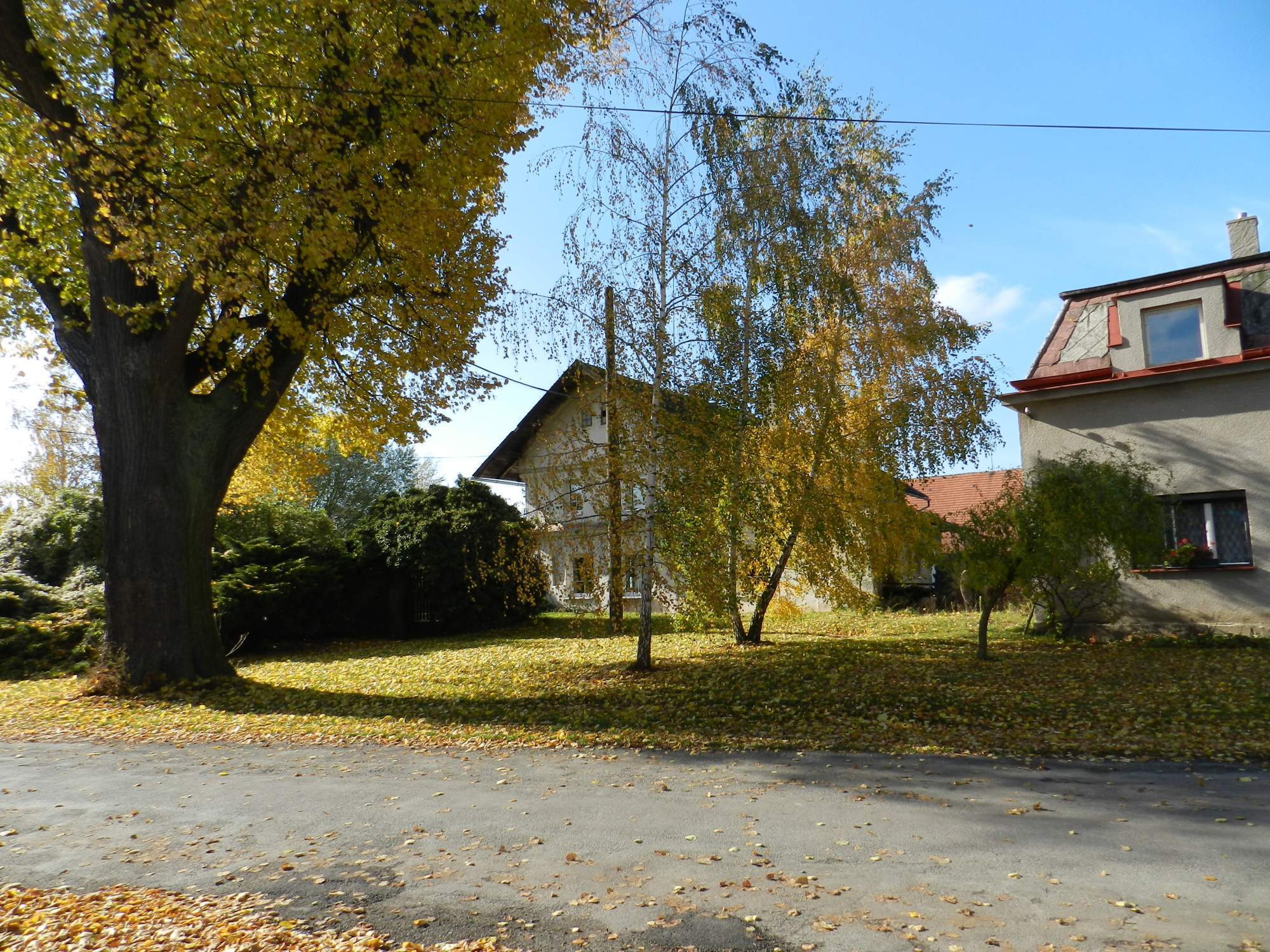
statky čp. 11 a čp. 10 na návsi
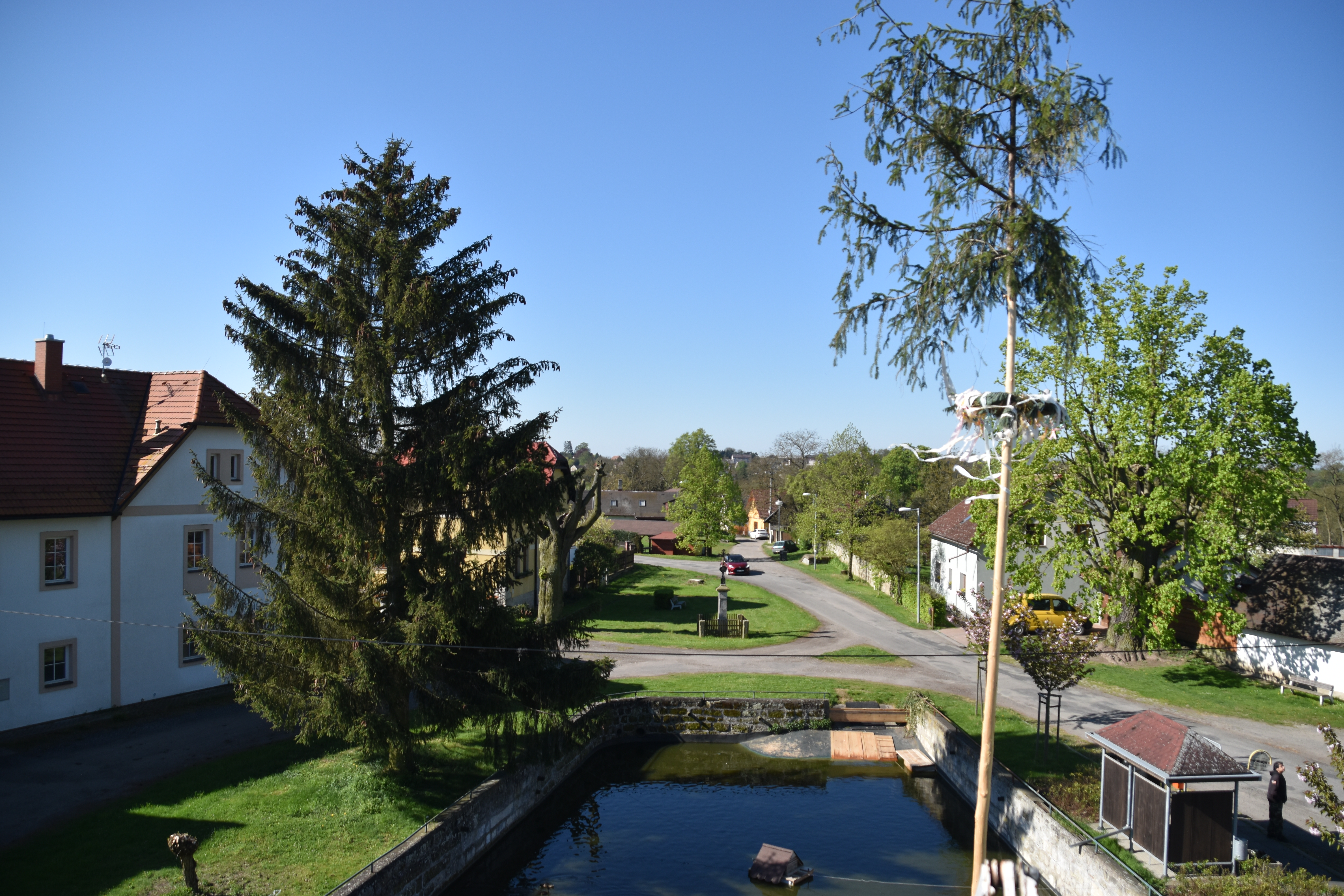
Náves, pohled na jih
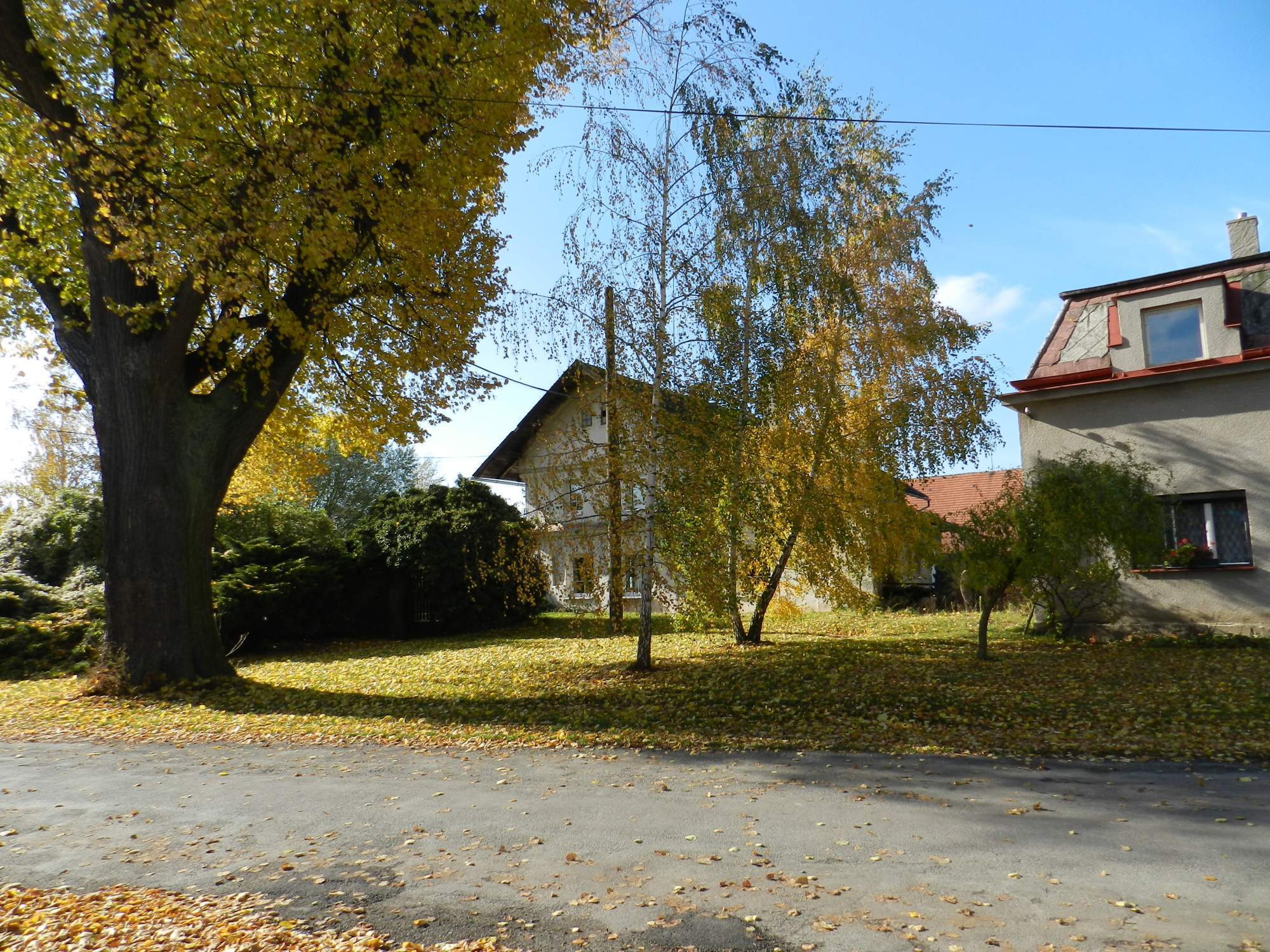
statek čp. 11 na návsi (v gruntovní knize zmínka již roku 1587)